# 小山内恵美子
小山内 恵美子（おさない えみこ、1975年 ‐ ）は、日本の小説家。長崎県長崎市在住。夫は芥川賞作家の青来有一。

## 略歴
神奈川県生まれ。津田塾大学学芸学部を卒業。1999年、毎日新聞社に入社。和歌山、広島、長崎支局、東京本社生活家庭部を経て、2008年に退職。
2012年、「おっぱい貝」が選考委員（秋山駿、五木寛之、村田喜代子）の満場一致で九州芸術祭文学賞最優秀作を受賞。

## 受賞歴
- 第42回九州芸術祭文学賞（2012年） - 最優秀作[2]

## 小説
- おっぱい貝（『文學界』2012年4月号）
  - 九州文化協会編・発行『小説って何だ―九州芸術祭文学賞五十周年記念最優秀作品集〈1970～2019〉』（忘羊社、2020年）に再録された。
- 空想家族（『文學界』2013年7月号）
- 彼岸のひと（『文學界』2014年10月号）
- マタニティスイミング（『三田文学』2015年春季号）
- すみれ色のワンピース（『毎日新聞』2015年8月）絵・坂田絵理奈
- 御堂の島（『文學界』2016年9月号）
- 図書室のオオトカゲ（『すばる』2017年7月号）
- あなたの声わたしの声（『すばる』2018年4月号）
- 花子と桃子（『すばる』2020年2月号）
- しょんなかもち（『すばる』2021年5月号）
- 有縁無縁（『すばる』2022年2月号）
- 奇妙なふるまい（『すばる』2023年9月号）
- 人心地（『すばる』2025年4月号）

## エッセイ
- 春のぶり大根（『すばる』2012年6月号）
- 諫早をたずねて（野呂邦暢表彰委員会発行『諫早通信』第39号、平成26年2月1日）
- 湯たんぽ、ふたつ（『群像』2018年6月号）
  - 日本文藝家協会編『ベスト・エッセイ2019』（光村図書出版、2019）再録。